# Namhang-brug
De Namhang-brug is een kokerbrug in de Zuid-Koreaanse stad Busan. Met de bouw werd gestart in 1995. In 1998 werd de bouw stilgelegd vanwege financiële problemen. De bijna 2 km lange brug met 2x2 rijstroken is in 2008 voor het verkeer geopend. De brug verbindt de stadsdelen Yeongdo-gu en Seo-gu met elkaar.
De brug maakt net als de Gwanganbrug deel uit van de zuidelijke ring langs het centrum van Busan.